# Claude Criquielion
Claude Criquielion (født 11. januar 1957 i Lessines, Hainaut, død 18. februar 2015) var en belgisk landevejscykelrytter.
I hans aktive karriere mellem 1979-1990 vandt han løb som Clásica de San Sebastián, La Flèche Wallonne, Romandiet Rundt og Flandern Rundt. Han var også blandt de 10 bedste sammenlagt i Tour de France 5 gange, med en 5. plads som bedste placering. I 1984 blev han verdensmester i landevejscykling.